# The Temple
The Temple são uma banda de heavy metal/hardcore punk de Portugal formados em 1993.
Actuaram em concertos com bandas como Machine Head, Life of Agony, Entombed, Moonspell, Kreator e nos festivais SuperBock SuperRock, Vilar de Mouros, Ilha do Ermal e AngraRock.
O baterista Rui Alexandre integra também o projecto Orfeu Rebelde com músicos dos Moonspell e Bizarra Locomotiva.

## História
Os "The Temple" formaram-se em 1993, em Lisboa. A sua formação original é composta por João Luís (Voz), João Afonso (Guitarra), Hugo Oliveira (Baixo), José Carlos (Guitarra) e Rui Alexandre (Bateria).
Em 1994 gravaram uma maquete com 4 temas nos estúdios Tcha Tcha Tcha com Zé Motor e Slam's como produtores. Um ano depois dirigiram-se ao Porto, aos estúdios Rec'n' Roll de Luís Barros (músico dos Tarantula) para gravar uma segunda maquete, também com 4 temas. Esta maquete foi editada em cassete e versão CD, granjeando-lhes uma grande exposição, situação que foi amplificada pela inclusão de alguns dos seus temas nas compilações "High Radiation Vol I" (Independent Records) e "Hypermetal" (Música Alternativa). A maquete chamou a atenção da recém formada Skyfall, uma editora interessada pelo surgimento de uma nova geração de bandas de Heavy Metal nacionais, influenciadas pela crescente abertura cultural a bandas estrangeiras (como os Sepultura, Pantera e Slayer), e a banda acabou por assinar para a gravação do seu primeiro álbum de originais. Em Agosto de 1996 entram em estúdio e gravam "The Angel, The Demon and The Machine". Fred Stone (Blasted Mechanism) tocou percussão na música "War Dance". O disco vendeu cerca de 3000 cópias e lançou a banda numa série de concertos pelo underground nacional, alguns com bandas como Entombed e Machine Head, este último, no Porto, com um episódio singular, em que Rob Flinn, vocalista de Machine Head, lhes prestou uma homenagem marcada, com um brinde de vinho tinto durante um concerto esgotado no Hard Club, depois de terem tocado juntos também em Lisboa no dia anterior.
Em 1999 gravam um EP intitulado "999" difundido de uma forma quase clandestina apenas pelos apreciadores da banda.
Em 2000 a banda estabelece relações com a editora "Raging Planet" e o seu mentor Daniel Makosch e daí resulta a gravação de um novo EP intitulado "DEMOnio", editado numa série limitada e numerada de 1000 exemplares.
A relação com a editora aprofunda-se e a banda começa a trabalhar no próximo álbum. Em 2003, todos os elementos dos "The Temple" viajam para Londres para gravar "Diesel Dog Sound". Durante mais de 1 mês a banda vive em Inglaterra com o objectivo de gravar um álbum cru e genuíno. Este álbum foi caracterizado por ter a sonoridade do Rock, a atitude do Punk e o carácter do Heavy Metal. Ainda durante as gravações a banda foi convidada a assinar pela Inglesa "Copro Records" para uma edição internacional.
Nos anos que se seguiram, Hugo Oliveira (baixo), João Afonso (guitarra) e José Carlos (guitarra) acabaram por sair da banda e, para os seus lugares entraram Tiago Menaia (guitarra) e Marcelo Costa (guitarra).
Para materializar o trabalho de composição dos anos que se seguiram, a banda entrou em estúdio em 2012 para começar a gravar um novo álbum, com o produtor Dinamarquês Tue Madsen.

## Discografia

### Singles & EPs
- 999 (1999)
- DEMOnio (2000)

### Álbuns
- The Angel, The Demon & The Machine (1997)
- Diesel Dog Sound (2004)
- Serpentiger (2015)